# Equipo de Copa Davis de Eslovenia
El Equipo esloveno de Copa Davis es el representativo de Eslovenia en la máxima competición internacional a nivel de naciones del tenis, y depende de la Federación de Tenis de Eslovenia.

## Plantel actual
- Grega Žemlja
- Aljaž Bedene
- Blaž Kavčič
- Tomislav Ternar
- Janez Semrajč